# 松原武久
松原 武久（まつばら たけひさ、1937年（昭和12年）1月26日 - ）は、日本の政治家、教諭。前名古屋市長（3期）。学校法人梅村学園理事、中京大学総合政策学部客員教授、東海学園大学学長などを務める。

## 来歴
愛知県東春日井郡旭村（現・尾張旭市）生まれ。東海中学校・高等学校卒業。1960年3月、愛知学芸大学学芸学部（現・愛知教育大学）卒業。同年4月、名古屋市立守山東中学校に国語教師として赴任。1984年4月、名古屋市立大森中学校校長に就任。1995年4月、名古屋市教育長に就任。
1997年4月、名古屋市長に初当選。就任直後に、藤前干潟の埋め立て問題に直面して以来、ごみ減量や環境対策に取り組んだ。
教育関係、特に歴史的文化関係の事業に力を注ぎ、徳川園の整備や名古屋城本丸御殿プロジェクトにも力を尽くした。その一方で、ハコモノの建設にだけ熱心で社会福祉方面への施策が薄いという批判も受けた。
2003年12月21日に発足した指定都市市長会の初代会長に就任。2007年12月26日に開催された第24回指定都市市長会議において2008年4月からの2年間の任期で再任されたが、2009年4月1日に矢田立郎神戸市長と会長職を交代した。2005年に3選。
2008年10月23日、健康への不安や高齢を理由に、2009年春の市長選挙に出馬しないことを正式に表明。2009年4月27日をもって退任した。
2015年4月1日、東海学園大学学長に就任。中部エネルギー市民会議の呼びかけ人の一人である。

## 市議会との関係
松原市政下の名古屋市会は事実上オール与党体制であり、松原は過去3度の名古屋市長選挙で日本共産党及び一部の1人会派を除く全会派から推薦を受けた。オール与党に近い体制の市会との関係は概ね良好であった。
2003年10月下旬、自民党市議の渡辺昭が、「名古屋道路清掃協会」の中心的存在だった業者社長から、予定価格の漏洩などを市側に働きかけるよう依頼を受け現金100万円を受け取った。車道清掃事業の入札にからみ、市幹部3人が逮捕され、漏洩価格をもとに談合した10業者からは6人が逮捕された。11月18日には渡辺もあっせん収賄の容疑で逮捕された。これ以後、松原は市会議員の口利き、斡旋の拒否、予算や事業の事前説明の拒否を打ち出し、市会との関係が一時緊張した。
しかし、市会議員の圧力に対して職員を護る姿勢に乏しかったこともあり、予算の事前説明なしのいわゆる「ガチンコ市会」は、1年足らずで終了した。

## 著書
- 『一周おくれのトップランナー―名古屋市民のごみ革命』KTC中央出版、2001年12月。ISBN 978-4877582333。
- 『なごや環境首都宣言―トップランナーは、いま』ゆいぽおと、2006年8月。ISBN 978-4877584061。
- 『生かされて生きる』中経マイウェイ新書、2016年4月5日。ISBN 978-4885201998。